# Fundació Engrunes
Fundació Engrunes és una fundació constituïda a Barcelona el 1982 i que el 1997 es convertí en empresa d'inserció per a treballar en la reinserció laboral i social de col·lectius amb dificultats especials, com ara drogodependents, alcohòlics, joves en risc i aturats de llarga durada, entre d'altres, cercant la complicitat i la col·laboració amb els professionals socials de la comunitat.
La Fundació treballa amb persones adultes i joves en situació de desestructuració personal i social procedents de les RMI des de la xarxa de Serveis Socials d'Atenció Primària, persones en tercer grau de reinserció penitenciària i joves en situació de risc provinents del Departament de Justícia Juvenil i de la DGAM, a les quals proporciona feina, formació i acompanyament fins que estan preparades per accedir al mercat laboral ordinari i normalitzen la seva situació personal.
Totes les persones que entren a la Fundació per seguir el procés d'inserció social i laboral tenen un contracte laboral, aprenen un ofici mitjançant formació activa en el lloc de treball, s'eduquen en hàbits de normalització laboral i són objecte d'un seguiment socioeducatiu personalitzat. La Fundació fa tasques de manteniment i rehabilitació d'habitatges de titularitat pública i privada del sector de la construcció i disposa, així mateix, de tres botigues de venda de productes de segona mà de roba i mobles.
En col·laboració amb el districte de Sants-Montjuïc organitza, al Poble Sec, un curs de mecànica de motos, Moto Moto, adreçat a joves entre 16 i 18 anys en situació de risc, amb l'objectiu que aprenguin l'ofici de mecànic de motos i tornin als estudis o s'incorporin al món laboral. El 2001 va rebre la Medalla d'Honor de Barcelona